# Juan Manuel Fernández Pacheco
Juan Manuel Fernández Pacheco y Zúñiga, nome completo Juan Manuel María de la Aurora Fernández Pacheco Acuña Girón y Portocarrero (Marcilla, 7 settembre 1650 – Madrid, 29 giugno 1725), è stato un nobile spagnolo, fondatore della Real Academia Española.
Grande di Spagna, è stato viceré e capitano generale dei regni di Navarra, Aragona, Catalogna, di Sicilia e di Napoli e cavaliere dell'Ordine del Toson d'oro.

## Biografia
Nacque a Marcilla mentre suo padre Diego López de Pacheco Cabrera y Bobadilla si recava a Pamplona per insediarsi come viceré di Navarra, e venne battezzato il giorno seguente. Rimase orfano di madre quando aveva due anni, e il padre morì l'anno successivo. Lo zio Juan Francisco Pacheco, vescovo di Cuenca, lo prese con sé e lo educò fino a quando compì 14 anni. In questo periodo ebbe dei buoni maestri, che fecero nascere in lui curiosità e voglia di studiare. Si impegnò talmente nello studio che all'età di 26 anni era riconosciuto come uno degli uomini più istruiti di tutta la Spagna.
Ricoprì gli incarichi di viceré di Navarra (1691-1692); d'Aragona (ad interim, nel 1693); di Catalogna (1693-1694). In qualità di viceré della Catalogna venne sconfitto dai francesi nella battaglia di Toroella. Con la morte di Carlo II di Spagna si schierò con la nuova dinastia, venendo ricompensato da Filippo V di Spagna con la nomina, nel 1701, a viceré di Sicilia e successivamente a viceré di Napoli, incarico che ricoprì fino al 1707. Venne catturato dagli imperiali in seguito all'assedio di Gaeta del 1707, rimanendo in prigionia nel castello di Pizzighettone fino al 1711, quando venne rilasciato in seguito ad uno scambio di prigionieri di alto rango catturati nella battaglia di Brihuega, tra i quali James Stanhope, I conte Stanhope.
Rientrato in Spagna, il re gli offrì la carica di arcivescovo di Toledo, che egli tuttavia rifiutò; accettò invece l'alto incarico di palazzo di Mayordomo mayor, del quale fu investito il 20 gennaio del 1713.
Nell'estate di quello stesso anno, insieme ad altri illuministi, fondò la Real Academia Española, sulla falsariga dell'Académie française e di quella della Crusca. La creazione dell'Accademia fu approvata il 3 ottobre 1714 dalla Real Cédula di Filippo V. Pacheco venne eletto direttore provvisorio il 3 agosto 1713, carica che poi divenne definitiva il 3 ottobre 1714 con la Real Cédula. Mantenne la carica fino al 29 giugno 1725, giorno della sua morte. Incaricato dell'organizzazione della RAE, promosse la pubblicazione del primo dizionario ed elaborò un piano di lavoro per la stesura del Diccionario de Autoridades.

### Matrimonio e discendenza
Il 29 settembre 1674 si sposò con María Josefa de Benavides Silva y Manrique de Lara (1662-1692), figlia di Diego de Benavides y de la Cueva e della terza moglie di questi, Ana de Silva Manrique y de la Cerda. Ebbero due figli, Mercurio Antonio López Pacheco (1679-1738) e Marciano Fernández Pacheco (1688-1743). Mercurio e i suoi due figli, Juan Pablo López Pacheco e Andrés Luis López-Pacheco y Osorio furono direttori a vita della RAE tra il 1726 e il 1751.